# Pseuderanthemum liesneri
Pseuderanthemum liesneri är en akantusväxtart som beskrevs av T.F.Daniel. Pseuderanthemum liesneri ingår i släktet Pseuderanthemum och familjen akantusväxter. Inga underarter finns listade i Catalogue of Life.